# 拓凱實業
拓凱實業股份有限公司是創立於1980年的台灣碳纖維複合材料製造商，創辦人暨董事長為沈文振。產品包括網球拍、安全帽、自行車架和航太材料，其生產的網球拍、飛機椅背、自行車架、專業安全帽、CT及MRI床板的市占率都位居世界第一。公司在台灣台中工業區、中國大陸廈門皆有設廠，在2019年全年營收是新台幣72.25億元，淨利是新台幣12.08億元。

## 沿革
拓凱的創辦人沈文振畢業自臺北工專化工科，早年在貿易公司擔任銷售工程師，後來進入網球拍大廠光男企業任職，工作了七年時間，之後沈文振離開光男企業，在1980年與同事、友人及同學合資創立拓凱實業。當時員工為15人，資本額為新台幣200萬元，品牌名稱為「拓誼Topway」。不過由於沈文振先前主要負責業務，並不熟悉碳纖維的製作配方，於是便遠赴日本和法國，帶回各種樹脂配方並不斷改良，花了將近一年才成功製造出第一支碳纖維網球拍。他將這項技術賣給面臨技術問題的山河森公司，同時茁壯了自家企業的發展。這個經驗讓沈文振奠定了企業的共享理念，為促進各種技術之開發，拓凱實業研究成果都與聯盟夥伴和供應商共享。其後拓凱轉型成多元材料產品的供應商，首先踏入了安全帽與自行車的領域，2019年時拓凱在全球競賽用的高階安全帽，市占率高達四成，高階自行車的市占率也達三成。1995年，拓凱開始跨足航太產業。
為推行素食文化，拓凱台灣廠從2009年開始每週有三天的午餐改為供應素食，後來改為五天。2010年12月，拓凱成立教育基金會投身社會公益。2019年時宣布預計在越南設廠。受到嚴重特殊傳染性肺炎疫情影響，2020年時拓凱在運動用品和航空材料方面的營收受影響，但醫療產品需求提升。

## 外部連結
- 拓凱實業股份有限公司